# MTCube
MTCube (sigle pour Memory Test CubeSat) est un nanosatellite au standard CubeSat développé par le Centre Spatial Universitaire de l'université Montpellier-II utilisant la plateforme Robusta-1C (Radiation On Bipolar for University Satellite Test Application, version 1C). L'objectif de MTCube est de tester les effets des radiations spatiales sur différents types de mémoires électroniques pour étudier leur emploi au sein de missions spatiales et indirectement aussi de monitorer  l'environnement radiatif en orbite .

## Historique du projet
À la suite d’un appel à idées appelé EXPRESSO (Expérimentations et projets étudiants dans le domaine des systèmes orbitaux et ballons stratosphériques), lancé en 2006 par le CNES, les étudiants de l’université Montpellier-II ont créé un nanosatellite appelé Robusta. L'université Montpellier-II, l’Institut universitaire de technologie de Nîmes, la faculté des sciences ainsi que l'École polytechnique universitaire de Montpellier ont participé à la conception, la réalisation et aux tests de Robusta.
Il y a eu par la suite une évolution appelée Robusta-1B ayant les caractéristiques d’un cubeSat 1U. À la suite d'une idée commune du Centre spatial universitaire Montpellier-Nîmes et des experts en radiations de l’Agence spatiale européenne (ESA), un projet de recherche sur les mémoires a été lancé en 2014 ce qui a conduit au développement de MTCube (Memory Test CubeSat), un nanosatellite de la famille Robusta qui expérimente une carte de transmission radiofréquence entièrement numérique, ainsi qu'un OBDH (On Board Data Handling) et EPS (Electrical Power Subsystem) améliorés.

## Objectifs pédagogiques
Le projet MTCube a été entièrement réalisé par les étudiants et leurs encadrants : 
- La Faculté des Sciences
- L’IUT de Nîmes
- L’IUT de Montpellier
- L’École polytechnique universitaire de Montpellier
- Le Centre spatial universitaire Montpellier-Nîmes (CSU)
- Le Laboratoire d'informatique, de robotique et de microélectronique de Montpellier (LIRMM)
- L'Institut d'électronique et des systèmes

Un des objectifs pédagogiques principaux du programme MTCube est de faire travailler des étudiants de Bac+2 à Bac+8 sur un projet d’envergure, motivant et concret, leur donnant l’occasion de mettre en application leurs connaissances théoriques et pratiques, ce qui sera valorisé lors de l’insertion dans le monde du travail.
Pour ce projet, des étudiants de DUT sont impliqués pour leurs savoir-faire en pratique dans la création des différentes cartes PCB, de même que des étudiants en Master 2 (notamment en électronique et physique) ainsi que des étudiants en École d’ingénieurs pour les études sur les radiations et la gestion du projet et les doctorants pour la recherche scientifique liée au projet.

## Objectifs scientifiques
Dans l’environnement spatial, les composants électroniques sont soumis à des radiations qui proviennent de différentes sources, comme par exemple les éruptions solaires et les rayons cosmiques galactiques, qui peuvent causer des simples erreurs des données ou des dysfonctionnements au niveau des systèmes électroniques. Le but de cette mission est donc d'explorer les effets sur différents types de mémoires électroniques soumises à ces radiations pour pouvoir déterminer ensuite leur champ d'application dans des missions spatiales. Les résultats des tests dans l'Espace et dans les installations de test au sol (comme les accélérateurs de particules) peuvent aussi servir à donner des recommandations techniques aux scientifiques et fabricants de mémoires. Les mémoires électroniques qui sont testées dans cette mission sont les mémoires Flash NAND (technologie à grille flottante, non volatile), SRAM (volatile) avec deux noeuds technologiques différents , FRAM (Ferroélectrique, non volatile, en configuration 3D avec 4 couches), MRAM (Ferromagnétique, non volatile, en configuration 3D avec 4 couches).
Parmi les différents effets (effets singuliers, de déplacement et de dose) des radiations sur les composants électroniques, la mission étudiera en particulier les effets singuliers temporaires (Single Event Upset). Ces derniers provoquent des changements d'état (bit-flip en anglais) dans les éléments séquentiels (cellules de mémoire , bascules, registres, piles, etc) des circuits électroniques. En particulier, tout au long de la mission, tous les changements d'état (et autres défaillances comme les Single Event Latch-Up) seront identifiés et enregistrés avec détails concernant la mémoire concernée, l'horodatage (pour reconstruire la position en orbite), ainsi que le type de stimulus appliqué.

## Le projet MTCube (plateforme Robusta-1C)

### Généralités
MTCube (utilisant la plateforme Robusta-1C) est un nanosatellite de taille 1U (cube de 10 cm de côté) ayant une masse de 975g et une consommation moyenne maximale de 1W. MTCube sera placé en orbite héliosynchrone à environ 530km d’altitude, ce qui lui permettra de traverser régulièrement la Ceinture de Van Allen. La durée nominale de la mission scientifique est de 2 ans et le retour dans l’atmosphère du satellite se fera bien avant la limite des 25 ans imposée par la Loi sur les Opérations Spatiales. Le lancement est prévu pour l'été 2019.

### Déroulement du projet

#### Étude du Projet
L’étude du projet d’essais sur les mémoires a débuté en 2013 à la suite de l’expression d’un besoin de l’Agence Spatiale Européenne (ESA) qui souhaitait analyser le comportement de certaines mémoires soumises aux radiations spatiales. Un contrat fut signé entre le CSU et l’ESA en février 2014 définissant la mission, l’orbite et les données principal, comme le type d'expérience a réaliser.

#### Développement et prototypes
Le projet débuta en avril 2014 et conduisit au développement de la plateforme (Robusta-1C) et de la charge utile de MTCube. Comme il s'agit d'une étude des effets des radiations sur des mémoires électroniques, plusieurs campagnes de test en accélérateurs de particules (ion lourds et protons, permettant de reproduire une partie de l'environnent spatial radiatif) ont été effectués sur les différentes versions des prototypes de la charge utile. Les résultats de ces tests ont donné lieu à une revue (Critical Design Review) en décembre 2016 ainsi que de nombreuses publications dans des conférences scientifiques et journaux,,,,. En outre, à partir de Novembre 2016, le CSU a fabriqué différents prototypes de la plateforme qui ont été soumis à de nombreux tests pour arriver à déterminer le modèle définitif.

### Description technique

#### La structure
La plateforme, Robusta-1C, de MTCube sera constituée d'une structure en aluminium monobloc dans laquelle les différentes cartes électroniques et sous-systèmes seront fixés. De plus 6 panneaux solaires et des antennes seront apposés sur les faces du satellite.

#### Présentation des différentes sous-systèmes
Il y a dans ce projet plusieurs cartes électroniques (sous-systèmes) afin de pouvoir répartir leur utilité et ainsi faciliter leur production :
- La carte contenant la charge utile, qui embarque les différentes mémoires à tester sur toute la durée de la mission ainsi que le planificateur (ou scheduleur en anglais) des expériences, le système de diagnostic des pannes (de la charge utile) et de mémorisation temporaire des données scientifiques.
- La carte énergie/puissance, ayant pour rôle de gérer l’alimentation électrique du satellite, de convertir l’énergie photovoltaïque et de recharger la batterie.
- La carte communication intégralement numérique, permettant de transmettre, grâce à un module d’émission et un autre de réception, les données issues des expériences et du fonctionnement du satellite.
- La carte gestion des données ayant pour rôle de gérer la configuration du satellite, les modes, les pannes et de stocker les résultats de la charge utile avant qu'elles soient téléchargées sur Terre.

#### La charge utile: la carte expérience
Quatre types de mémoire équiperont la charge utile de MTCube :
- Deux SRAM (avec deux nœuds technologiques différents, 65 nm et 90nm), mémoires statiques, elles ont été choisies car elles représentent la topologie la plus performante tout en étant sensible aux radiations afin de s'assurer de pouvoir recueillir des données. Il s’agit également d'un type de mémoire très utilisé dans les satellites.
- Quatre MRAM, mémoire ferromagnétique (en configuration 3D de 4 couches) de 3D PLUS. Il s’agit d’une mémoire non-volatile, très peu utilisée, pour le moment, dans le milieu spatial.
- Quatre FRAM, mémoire ferroélectrique (en configuration 3D de 4 couches, dont une utilisée comme buffer de données) de 3D PLUS. Il s’agit d’une mémoire non-volatile émergente également très peu utilisée dans le milieu spatial.
- Deux mémoires NAND Flash. Ces mémoires sont couramment utilisées pour le stockage de données (e.g. clés USB, SSD) et leur utilisation dans des engins spatiaux est assez fréquente.

Les mémoires de la charge utile seront testées pendant toute la durée de la mission. Deux types de tests seront effectuées: 
- Test statique : la mémoire est initialisée avec des données connues et ensuite laissée en rétention (pas d'accès en lecture ou écriture) pour une période de temps donnée afin d'accumuler des basculements de bits dus aux radiations spatiales. Au terme de cette période, le contenu de la mémoire est lu pour détecter les erreurs qui se sont accumulées.
- Test dynamique : le principe est de continuellement lire et écrire des données dans la mémoire pendant l'expérience, ce qui se rapproche plus du fonctionnement (concernant les SRAM) et permet également de sensibiliser les circuits de contrôle qui ne sont presque jamais sollicités lors des tests statiques.

### La station sol(Ground Segment)

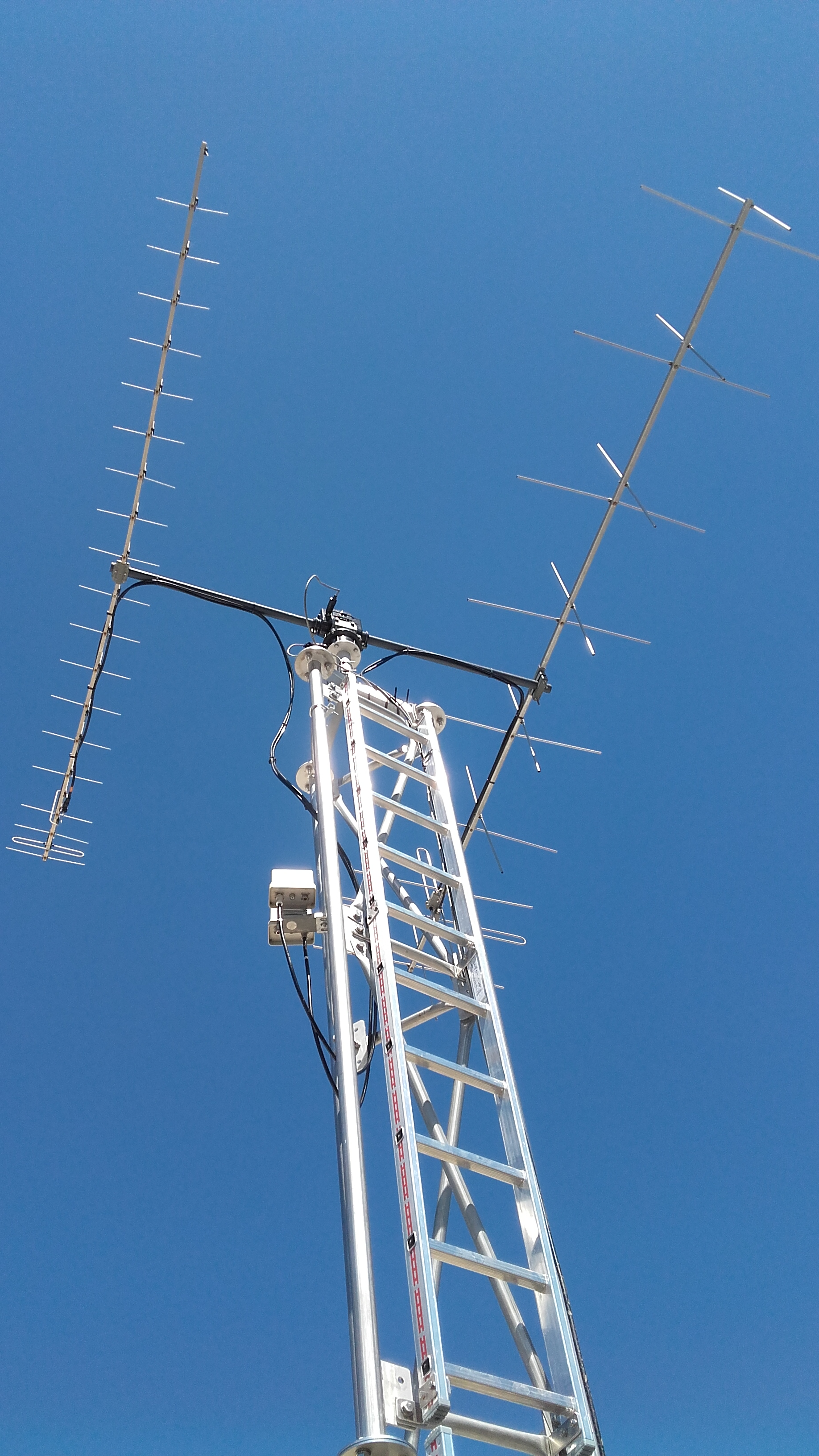
Antenne de la station sol

La station sol utilisée pour Robusta-1C MTCube se situera dans les locaux du CSU à Montpellier. Elle est entièrement constituée de matériel radiofréquence.
La station sol permettra de recevoir des données pour informer les équipes sur l’état de celui-ci de la plateforme et de l'expérience. Ces données seront ensuite stockées et archivées sur un serveur et distribuées aux partenaires scientifiques.

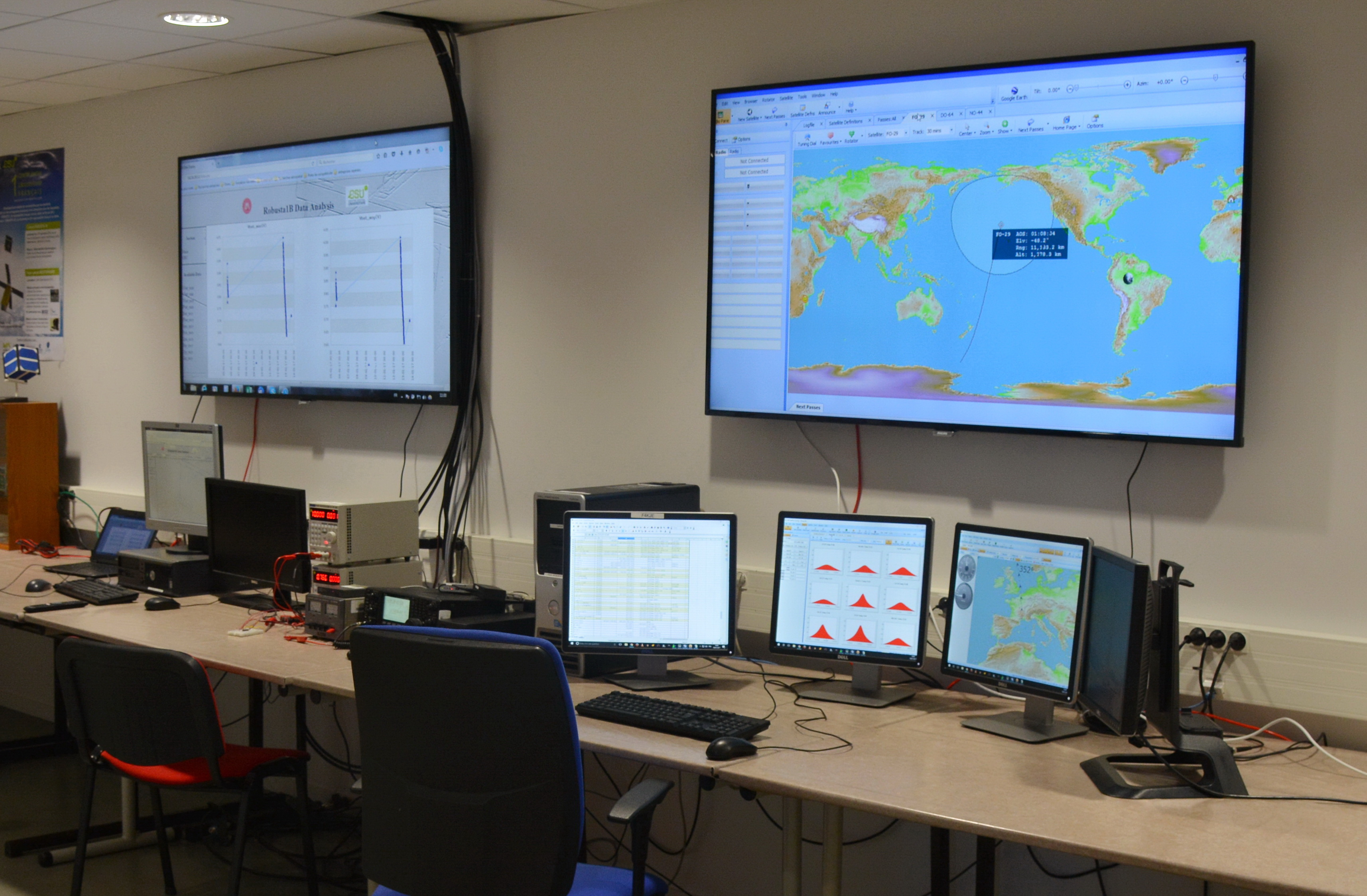
Centre de contrôle de la station sol du CSU

## Les partenaires et sponsors

### Le Laboratoire d’Informatique, de Robotique et de Microélectronique de Montpellier (LIRMM)
Dans le cadre du projet, le Laboratoire d'informatique, de robotique et de microélectronique de Montpellier (LIRMM) a eu le rôle de concevoir et fabriquer la charge utile du nanosatellite, qui réalisera les expériences scientifiques sur les mémoires.

### L'Institut d'Electronique et des Systèmes
Dans le cadre du projet, le laboratoire IES a eu le rôle de supporter la conception de certains sous-systèmes (comme l'ordinateur de bord) du nanosatellite. 

### L’Agence Spatiale Européenne
MTCube est financé et produit pour l’Agence Spatiale Européenne. Celle-ci fourni également des composants (NAND Flash) pour les expériences ainsi que l'accès à ses installations de test sous faisceau de particules ionisantes.

### 3D PLUS
L’entreprise 3D PLUS, partenaire de la Fondation Van Allen, fournit les mémoires FRAM et MRAM en configuration 3D pour les tests sur la charge utile de MTCube.

### La Fondation Van Allen
La Fondation Van Allen finance l'ensemble des gratifications de stages des étudiants en DUT et Master, ils assurent aussi le financement de thèses de recherche. Les membres fondateurs de la Fondation fournissent une expertise technique aux étudiants du CSU (Centre Spatial Universitaire).